# المدينة القديمة (باكو)
المدينة القديمة أو المدينة الداخلية (بالأذرية İçəri Şəhər) وهي منطقة تاريخية قديمة في مدينة باكو عاصمة أذربيجان وتتضمن قصر الشروانشاهيين وبرج العذراء وأصبحت ضمن لائحة التراث العالمي التابعة لليونسكو ويعود بناء هذه المدينة إلى القرن السابع الميلادي.
تشهد مدينة باكو المسورة التي بنيت على موقع مأهول بالسكان منذ العصر الحجري على تعاقب وتفاعل عدة ثقافات وحضارات، هي الزرادشتية والساسانية والعربية والفارسية والشِروانية والعثمانية والروسية، وإسهامها في النسق الثقافي الذي يميز هذه الحاضرة واستمراريتها الثقافية. وقد حافظت المدينة الداخلية (إتشيري شيهر) على جزء كبير من أسوارها الدفاعية التي يعود تاريخها إلى القرن الثاني عشر للميلاد. ومن صروحها الشهيرة قلعة العذراء (قز قلعة-سي) التي بنيت في القرن الثاني عشر على أسس ركائز تعود إلى القرنين السادس والسابع قبل الميلاد، وقصر الشروانشاهيين الذي بني في القرن الخامس عشر والذي يُعتبر من عيون العمارة في أذربيجان.وتمثل مدينة باكو المسورة نموذجاً رائعاً وفريداً لمجموعة حضرية ومعمارية تاريخية تتجلى فيها التأثيرات الزرادشتية والساسانية والعربية والفارسية والشِروانية والعثمانية والروسية.تقف مدينة باكو المسورة التي بنيت على موقع مأهول بالسكان منذ العصر الحجري شاهدة على تعاقب وتفاعل عدة ثقافات وحضارات، هي الزرادشتية والساسانية والعربية والفارسية والشِروانية والعثمانية والروسية، وعلى إسهامها في النسق الثقافي الذي يميز هذه الحاضرة واستمراريتها الثقافية. وقد حافظت المدينة الداخلية (إتشيري شيهر) على جزء كبير من أسوارها الدفاعية التي يعود تاريخها إلى القرن الثاني عشر للميلاد. ومن صروحها الشهيرة برج العذراء (قز قلعة-سي) التي بنيت في القرن الثاني عشر على أسس وركائز تعود إلى القرنين السادس والسابع قبل الميلاد، وقصر الشروانشاهيين الذي بني في القرن الخامس عشر والذي يُعتبر من درر العمارة في أذربيجان.وتُعد المدينة الداخلية المسورة من المدن القليلة القروسطية التي بقيت قائمة في أذربيجان. فهي تتسم بكل الخصائص التي تميز المدينة القروسطية مثل متاهة الأزقة الضيقة والمباني المزدحمة والساحات الصغيرة. وقد قام منو چهر شاه في القرن الثاني عشر ببناء أسوار المدينة القديمة، التي ما تزال باقية في الجانبين الغربي والشمالي. وجرى اصلاح هذه الأسوار وترميمها في القرن التاسع عشر.

## في قائمة التراث العالمي لليونسكو
أدراج المدينة القديمة ومكوناتها قصر الشروانشاهيين وبرج العذراء في قائمة التراث العالمي لليونسكو في عام 2000.

## موقع
المدينة تقع في عاصمة أذربيجان مدينة باكو، وتقع في قرية سبايل على ساحل بحر قزوين. أشاري شاهر تعتبر المدينة القديمة. المدينة القديمة محمية أذربيجان التارخية محاطة بجدران القلعة. في المدينة القديمة يعيش أكثر من ألفين وثلاثة مائة عائلة، وهي كانت عاصمة محافظة باكو في عام ألف وسبع مئة وثمانية وأربعون- ألف وثماني مئة وستة. ومنذ عام ألف وتسع مئة وسبع وسبعون، أعلنت أنها محمية المعلمار التاريخي، وتم تجديد جدران القلعة عام ألف وتسع مئة واثنان وخمسون. في عام ألفين وثلاث، الرئيس هيدر أليف وقع مرسوم عن محافظة المدينة القديمة.
لديها ثلاث شوارع رئيسية:
1.القلعة الكبرى.
2.القلعة الصغرى.
3.شارع عاسف زينلي (على شرفه الملحن).
غير هذه الشوارع توجد الكثير من الشوارع الصغيرة، وطبعت صورة المدينة القديمة على العملة الأذرية. تستخدم صور هيكل المدينة القديمة في السجاد والرسوم وفي آثار الثقافات الواسعة.
وتعرف أذربيجان بالمدينة القديمة. وطبعت صورة المدينة القديمة على نقود مدى التاريخ وجميع الدول التي كانت على أرض أذربيجان.
قلعة العذراء التي بداخل مجموعة المدينة القديمة هي طبعت صورتها على نقود أذربيجان ألف وتسع مئة وأحد وتسعون بعد استقلال أذربيجان.

## في الموسيقى
1. في عام ألفين وأربعة عشر تم تصوير كليب أغنية (دو راسفيتا) هنا
2. و في عام ألفين وخمسة عشر تم تصوير كليب المغنية تنزالا أغايفا اسم الأغنية (باكنن أوزو كولور.)
3. في عام ألفين وخمسة عشر في باكو تم إقامة أول مهرجان للجاز.
أفلام:
أرشن مال ألان
أو أولماس بو أولسون.
تيلفونجو كز
أحمد هارادادر
تم تصوير هذه الافلام المدينة القديمة .

## الأدبيات
أول مرة عام ألف وسبع وثلاثون في فيانا باللغة الألمانية نشرت رواية كوربان سعيد اسمها علي ونينو .
و بطل الرواية اليخن شرفان شر الذي يعيش في المدينة القديمة تم تصوير المدينة القديمة بشكل واسع.

## معرض الصور

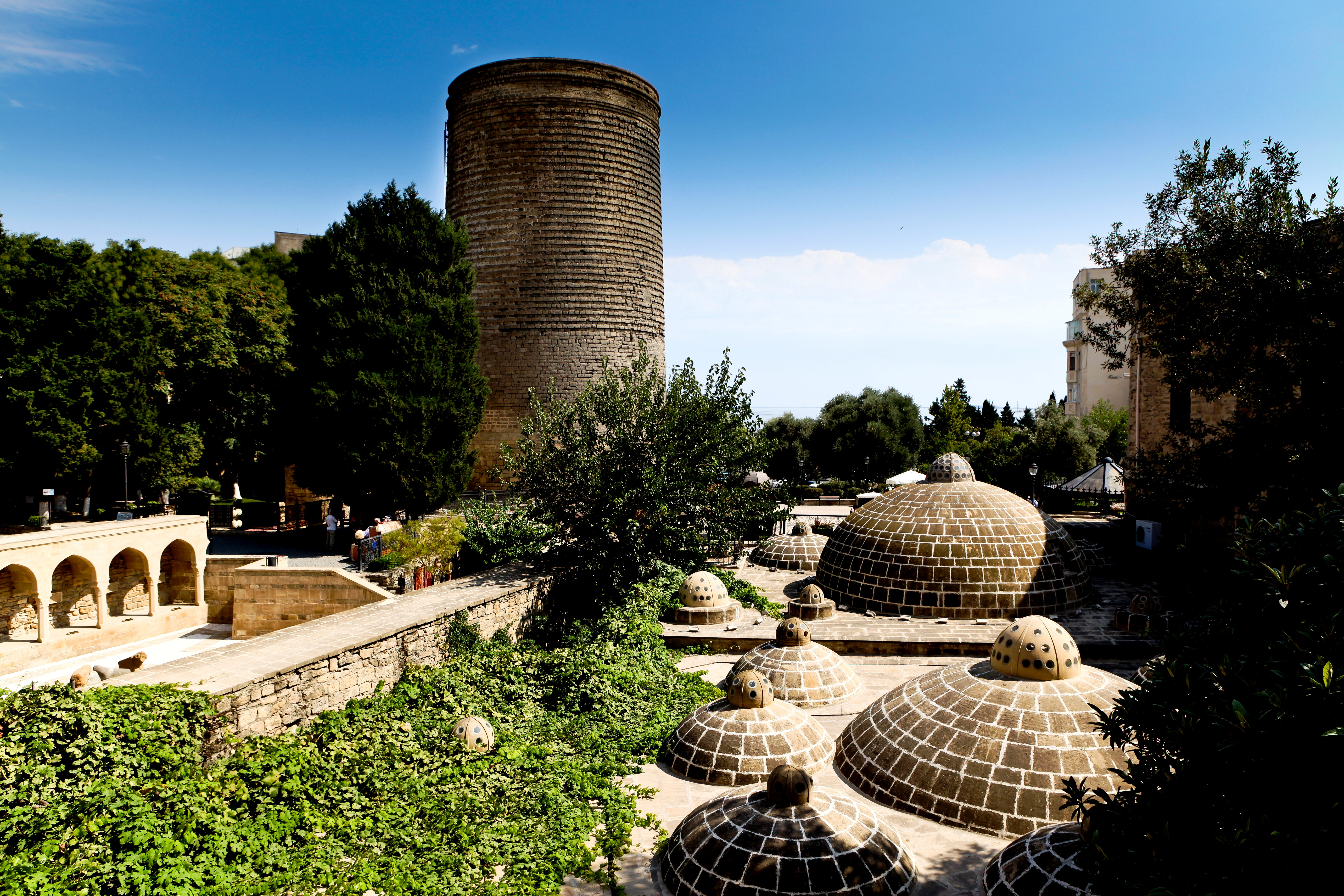
رؤية برج العذراء من المدينة القديمة.
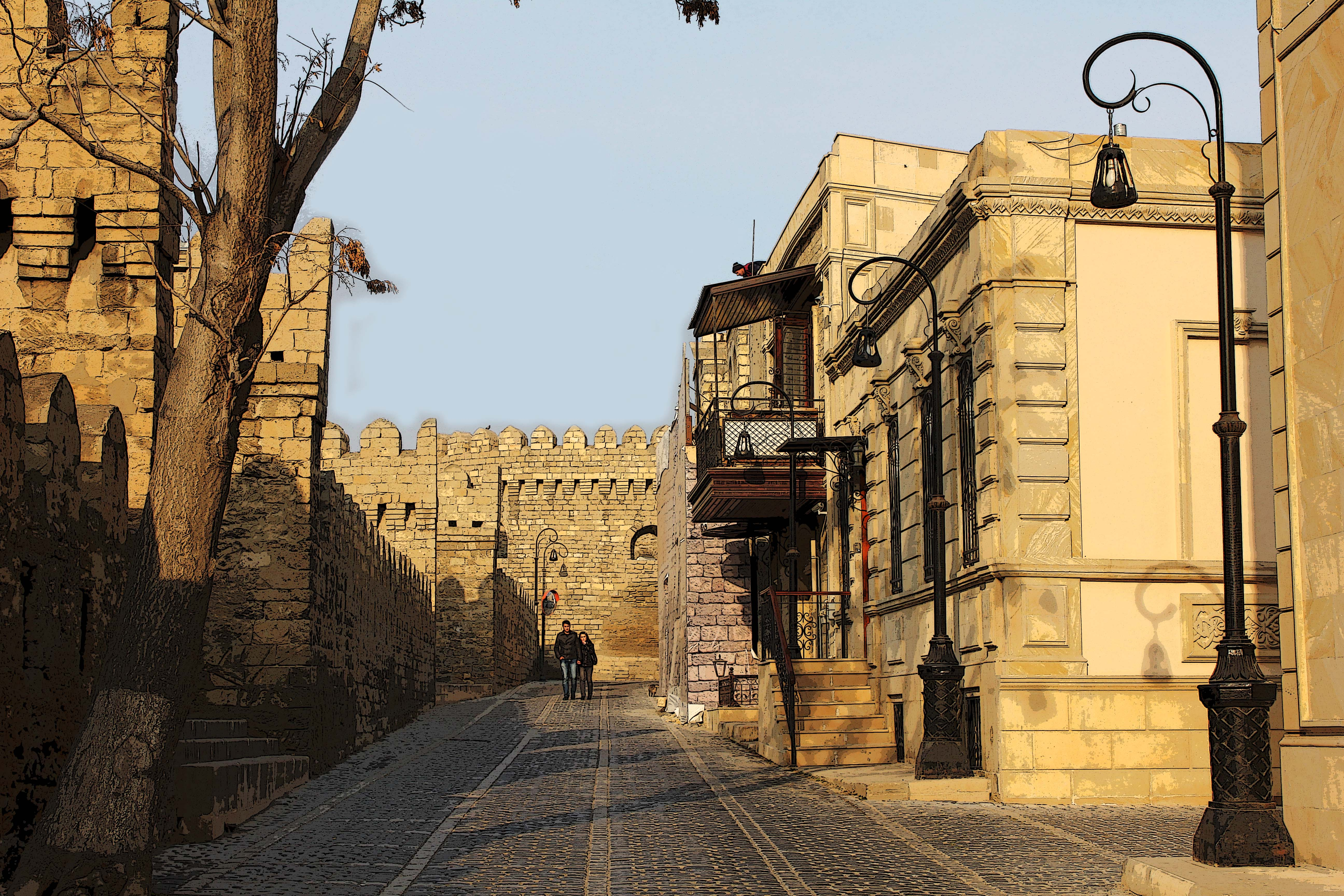
شارع في المديمة القديمة.
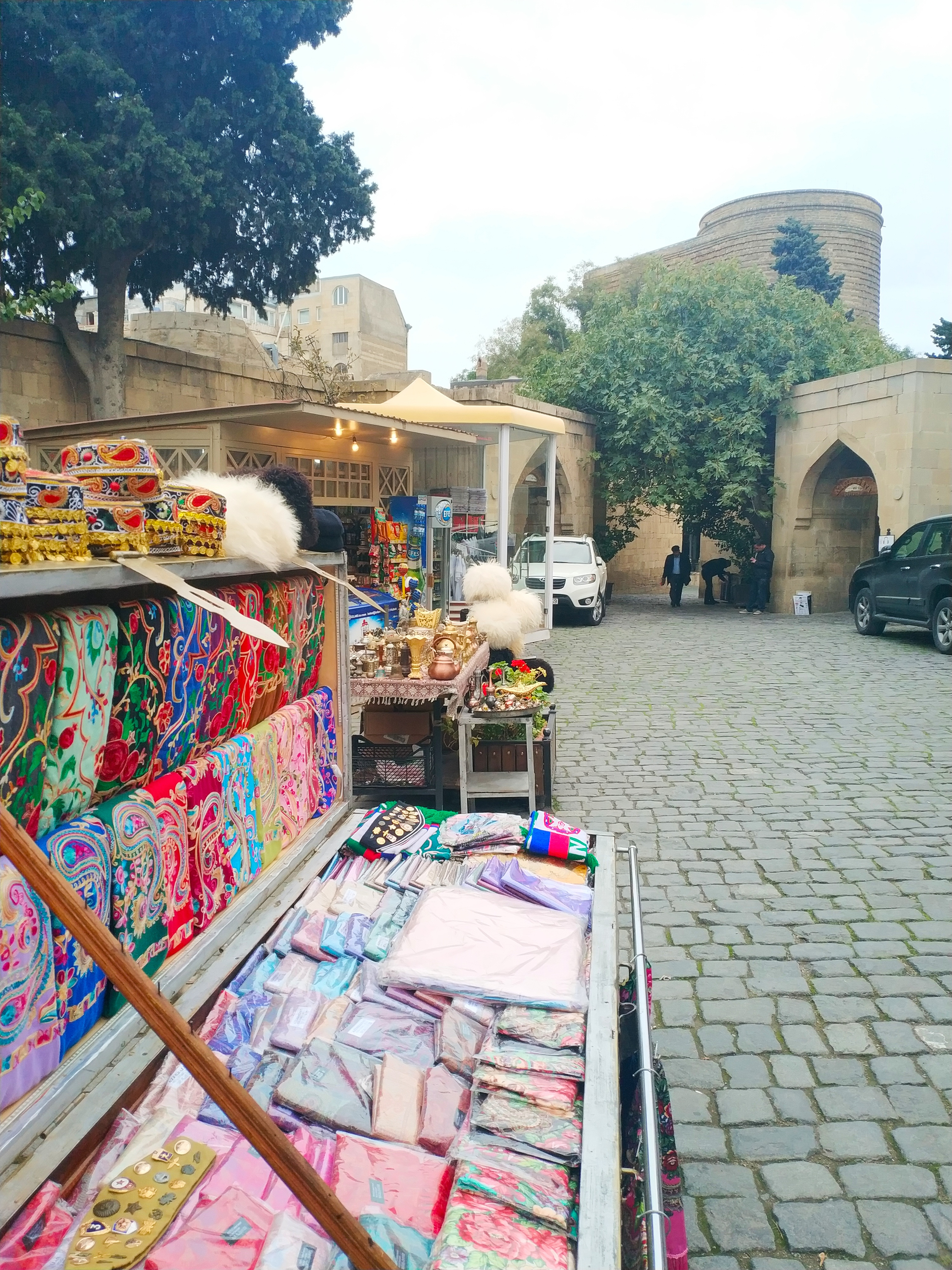
كلغايي اذربيجاني في المدينة القيمة.
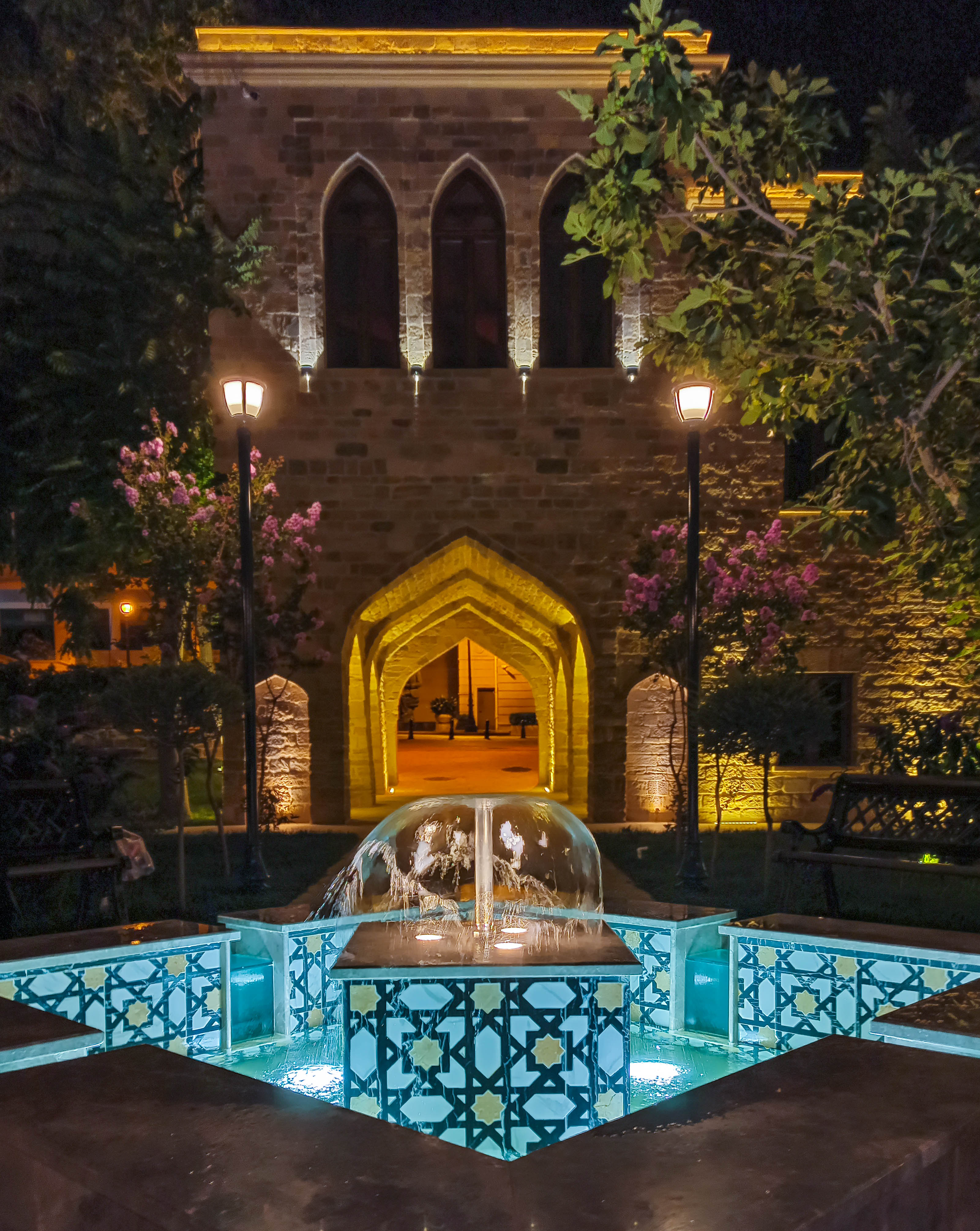
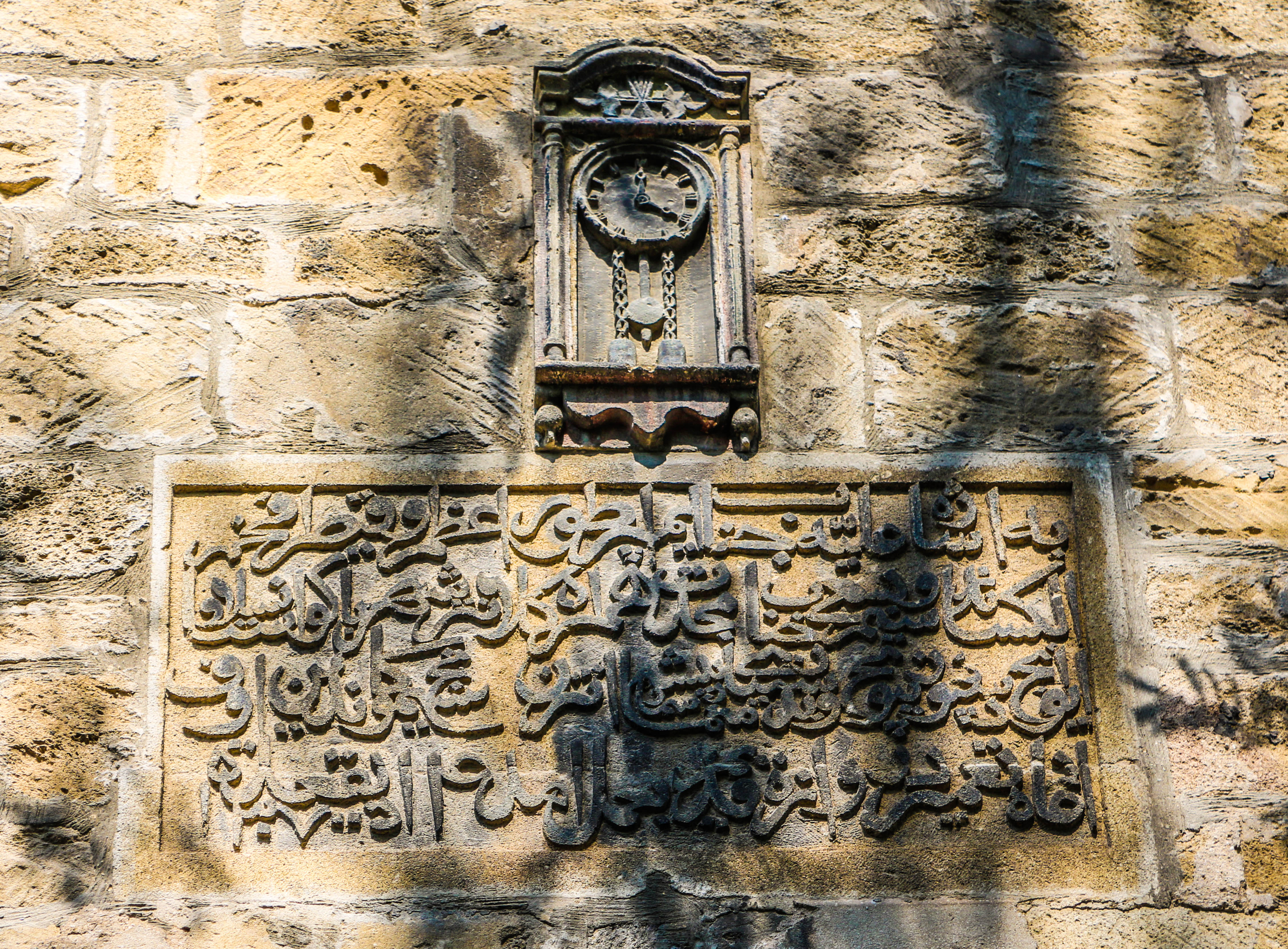
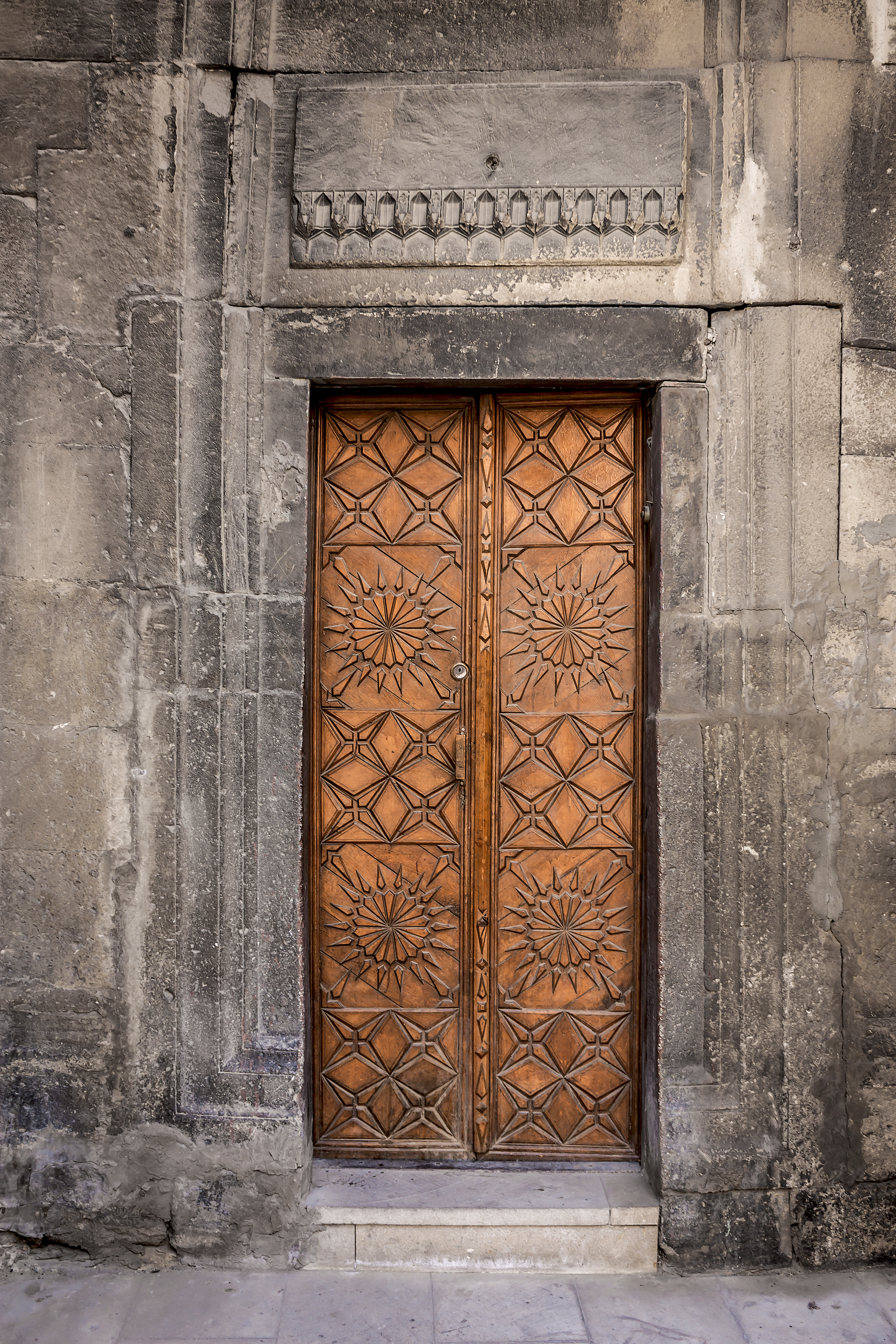

## وصلات خارجية
http://www.icherisheher.gov.az/lang,en/
http://www.advantour.com/azerbaijan/baku/icheri-sheher.htm